# The Ballads (album của Mariah Carey)
The Ballads (phát hành tại Vương quốc Anh năm 2010 là LoveSongs) là một album tổng hợp của ca sĩ người Mỹ Mariah Carey. Album gồm những bản ballad thành công nhất trong sự nghiệp của Carey. Nó được phát hành trên toàn cầu vào cuối năm 2008, và ở Bắc Mỹ vào tháng 1 năm 2009.

## Danh sách bài hát
| STT              | Nhan đề                                                             | Album            | Thời lượng |
| ---------------- | ------------------------------------------------------------------- | ---------------- | ---------- |
| 1.               | "Hero"                                                              | Music Box        | 4:19       |
| 2.               | "One Sweet Day" (hợp tác với Boyz II Men)                           | Daydream         | 4:41       |
| 3.               | "Vision of Love"                                                    | Mariah Carey     | 3:31       |
| 4.               | "Without You"                                                       | Music Box        | 3:34       |
| 5.               | "Can't Let Go"                                                      | Emotions         | 4:27       |
| 6.               | "Love Takes Time"                                                   | Mariah Carey     | 3:49       |
| 7.               | "I'll Be There" (hợp tác với Trey Lorenz)                           | MTV Unplugged    | 4:43       |
| 8.               | "Thank God I Found You" (Make It Last Remix hợp tác với Joe và Nas) | Rainbow          | 5:09       |
| 9.               | "Endless Love" (hợp tác với Luther Vandross)                        | Songs            | 4:18       |
| 10.              | "I Still Believe"                                                   | #1's             | 3:54       |
| 11.              | "My All"                                                            | Butterfly        | 3:50       |
| 12.              | "The Roof (Back in Time)"                                           | Butterfly        | 5:14       |
| 13.              | "When You Believe" (với Whitney Houston)                            | #1's             | 4:31       |
| 14.              | "Anytime You Need a Friend"                                         | Music Box        | 4:26       |
| 15.              | "Always Be My Baby"                                                 | Daydream         | 4:18       |
| 16.              | "Dreamlover"                                                        | Music Box        | 3:53       |
| 17.              | "How Much" (hợp tác với Usher)                                      | Rainbow          | 3:31       |
| 18.              | "Reflections (Care Enough)"                                         | Glitter          | 3:23       |
| Tổng thời lượng: | Tổng thời lượng:                                                    | Tổng thời lượng: | 72:11      |

| Phiên bản quốc tế | Phiên bản quốc tế                                                   | Phiên bản quốc tế |
| STT               | Nhan đề                                                             | Thời lượng        |
| ----------------- | ------------------------------------------------------------------- | ----------------- |
| 1.                | "Hero"                                                              | 4:19              |
| 2.                | "Vision of Love"                                                    | 3:31              |
| 3.                | "Without You"                                                       | 3:34              |
| 4.                | "Always Be My Baby"                                                 | 4:18              |
| 5.                | "My All"                                                            | 3:50              |
| 6.                | "How Much" (hợp tác với Usher)                                      | 3:31              |
| 7.                | "Dreamlover"                                                        | 3:53              |
| 8.                | "Thank God I Found You" (Make It Last Remix hợp tác với Joe và Nas) | 5:09              |
| 9.                | "The Roof (Back in Time)"                                           | 5:14              |
| 10.               | "One Sweet Day" (hợp tác với Boyz II Men)                           | 4:41              |
| 11.               | "Anytime You Need a Friend"                                         | 4:26              |
| 12.               | "I'll Be There" (hợp tác với Trey Lorenz)                           | 4:43              |
| 13.               | "I Still Believe"                                                   | 3:54              |
| 14.               | "Reflections (Care Enough)"                                         | 3:23              |
| 15.               | "Open Arms"                                                         | 3:30              |
| 16.               | "Against All Odds (Take a Look at Me Now)" (hợp tác với Westlife)   | 3:25              |
| 17.               | "Endless Love" (hợp tác với Luther Vandross)                        | 4:18              |
| 18.               | "All I Want for Christmas Is You"                                   | 4:01              |
| Tổng thời lượng:  | Tổng thời lượng:                                                    | 70:20             |

| Phiên bản tại Nhật | Phiên bản tại Nhật                                                  | Phiên bản tại Nhật |
| STT                | Nhan đề                                                             | Thời lượng         |
| ------------------ | ------------------------------------------------------------------- | ------------------ |
| 1.                 | "Hero"                                                              | 4:19               |
| 2.                 | "One Sweet Day" (hợp tác với Boyz II Men)                           | 4:41               |
| 3.                 | "Endless Love" (hợp tác với Luther Vandross)                        | 4:18               |
| 4.                 | "Can't Take That Away (Mariah's Theme)"                             | 4:32               |
| 5.                 | "Open Arms"                                                         | 3:30               |
| 6.                 | "Reflections (Care Enough)"                                         | 3:23               |
| 7.                 | "Butterfly"                                                         | 4:35               |
| 8.                 | "Love Takes Time"                                                   | 3:49               |
| 9.                 | "My All"                                                            | 3:50               |
| 10.                | "Without You"                                                       | 3:34               |
| 11.                | "Always Be My Baby"                                                 | 4:18               |
| 12.                | "Vision of Love"                                                    | 3:31               |
| 13.                | "Can't Let Go"                                                      | 4:27               |
| 14.                | "Anytime You Need a Friend"                                         | 4:26               |
| 15.                | "Thank God I Found You" (Make It Last Remix hợp tác với Joe và Nas) | 5:09               |
| 16.                | "I'll Be There" (hợp tác với Trey Lorenz)                           | 4:43               |
| 17.                | "I Still Believe"                                                   | 3:54               |
| 18.                | "Never Too Far"                                                     | 3:55               |
| 19.                | "All I Want for Christmas Is You"                                   | 4:01               |
| Tổng thời lượng:   | Tổng thời lượng:                                                    | 75:35              |

| Bonus tracks phiên bản iTunes tại Mỹ | Bonus tracks phiên bản iTunes tại Mỹ                               | Bonus tracks phiên bản iTunes tại Mỹ |
| STT                                  | Nhan đề                                                            | Thời lượng                           |
| ------------------------------------ | ------------------------------------------------------------------ | ------------------------------------ |
| 19.                                  | "The Roof" (Mobb Deep Extended Version)"                           | 5:30                                 |
| 20.                                  | "Always Be My Baby" (Mr. Dupri Mix hợp tác với Da Brat và Xscape)" | 4:39                                 |
| Tổng thời lượng:                     | Tổng thời lượng:                                                   | 82:20                                |

| Bonus tracks phiên bản iTunes quốc tế | Bonus tracks phiên bản iTunes quốc tế                | Bonus tracks phiên bản iTunes quốc tế |
| STT                                   | Nhan đề                                              | Thời lượng                            |
| ------------------------------------- | ---------------------------------------------------- | ------------------------------------- |
| 19.                                   | "Anytime You Need a Friend" (Ministry of Sound Mix)" | 9:44                                  |
| 20.                                   | "Always Be My Baby" (Always Club)"                   | 10:25                                 |
| Tổng thời lượng:                      | Tổng thời lượng:                                     | 90:29                                 |

## Xếp hạng và chứng nhận
| Bảng xếp hạng (2009–10)               | Vị trí cao nhất |
| ------------------------------------- | --------------- |
| Australian Albums Chart               | 79              |
| Danish Albums Chart                   | 25              |
| Dutch Albums Chart                    | 5               |
| Irish Albums Chart                    | 8               |
| Japanese Albums Chart                 | 19              |
| New Zealand Albums Chart              | 19              |
| Scottish Albums Chart                 | 16              |
| Swedish Albums Chart                  | 22              |
| UK Albums Chart                       | 13              |
| U.S. Billboard 200                    | 10              |
| U.S. Billboard Top R&B/Hip-Hop Albums | 7               |

| Quốc gia                                                                           | Chứng nhận | Số đơn vị/doanh số chứng nhận |
| ---------------------------------------------------------------------------------- | ---------- | ----------------------------- |
| Ireland (IRMA)                                                                     | Vàng       | 7.500^                        |
| Anh Quốc (BPI)                                                                     | Vàng       | 100.000^                      |
| * Chứng nhận dựa theo doanh số tiêu thụ. ^ Chứng nhận dựa theo doanh số nhập hàng. |            |                               |

## LoveSongs
LoveSongs là album tổng hợp thứ ba của Mariah Carey. Đây là phiên bản phát hành lại của The Ballads (không bao gồm "All I Want for Christmas Is You"), và được phát hành độc quyền tại Anh trong khoảng thời gian của Ngày Valentine vào ngày 8 tháng 2 năm 2010.

### Danh sách bài hát
| STT | Nhan đề                                                             | Thời lượng |
| --- | ------------------------------------------------------------------- | ---------- |
| 1.  | "Hero"                                                              | 4:19       |
| 2.  | "Vision of Love"                                                    | 3:31       |
| 3.  | "Without You"                                                       | 3:34       |
| 4.  | "Always Be My Baby"                                                 | 4:18       |
| 5.  | "My All"                                                            | 3:50       |
| 6.  | "How Much" (hợp tác với Usher)                                      | 3:31       |
| 7.  | "Dreamlover"                                                        | 3:53       |
| 8.  | "Thank God I Found You" (Make It Last Remix hợp tác với Joe và Nas) | 5:09       |
| 9.  | "The Roof (Back in Time)"                                           | 5:14       |
| 10. | "One Sweet Day" (hợp tác với Boyz II Men)                           | 4:41       |
| 11. | "Anytime You Need a Friend"                                         | 4:26       |
| 12. | "I'll Be There" (hợp tác với Trey Lorenz)                           | 4:43       |
| 13. | "I Still Believe"                                                   | 3:54       |
| 14. | "Reflections (Care Enough)"                                         | 3:23       |
| 15. | "Open Arms"                                                         | 3:30       |
| 16. | "Against All Odds (Take a Look at Me Now)" (hợp tác với Westlife)   | 3:25       |
| 17. | "Endless Love" (hợp tác với Luther Vandross)                        | 4:18       |